# Eremorhax magnellus
Espèce
Synonymes
- Arenotherus magnellus Brookhart & Muma, 1987

Eremorhax magnellus est une espèce de solifuges de la famille des Eremobatidae.

## Distribution
Cette espèce est endémique des États-Unis. Elle se rencontre au Nouveau-Mexique et en Arizona.
Sa présence est incertaine au Mexique.

## Description
Eremorhax magnellus mesure de 20 à 35 mm.

## Publication originale
- Brookhart & Muma, 1987 : Arenotherus, a new genus of Eremobatidae (Solpugida) in the United States. Englewood, Colorado: Cherry Creek High School Print Shop, p. 1-18.